# Layvin Kurzawa
Layvin Kurzawa (nascut el 4 de setembre de 1992) és un futbolista professional francès que juga com a lateral esquerre al Paris Saint-Germain FC.
Debutà amb el Mònaco el setembre de 2010 a la copa de la lliga davant el RC Lens a l'Stade Louis II. Uns dies després feu el seu debut a la lliga. El 27 d'agost de 2015, fou traspassat al Paris Saint-Germain per 23 milions d'euros.
També ha estat internacional amb la selecció francesa.

## Palmarès
AS Mònaco
- 1 Ligue 2: 2012-13

Paris Saint-Germain
- 5 Ligue 1: 2015-16, 2017-18, 2018-19, 2019-20, 2023-24
- 4 Copa francesa: 2015-16, 2016-17, 2017-18, 2019-20
- 4 Copa de la lliga francesa: 2015-16, 2016-17, 2017-18, 2019-20
- 5 Supercopa francesa: 2016, 2017, 2018, 2019, 2020